# Cunac
Cunac est une commune française située dans le nord du département du Tarn, en région Occitanie. Sur le plan historique et culturel, la commune est dans l'Albigeois, une région naturelle agricole correspondant aux environs de la ville d’Albi.
Exposée à un climat océanique altéré, elle est drainée par le ruisseau de Cunac, le ruisseau de la Pontésié et par deux autres cours d'eau.
Cunac est une commune urbaine qui compte 1 622 habitants en 2022, après avoir connu une forte hausse de la population depuis 1962. Elle est dans l'agglomération d'Albi et fait partie de l'aire d'attraction d'Albi. Ses habitants sont appelés les Cunacois ou  Cunacoises.

## Géographie

### Localisation
Commune viticole de l'aire urbaine d'Albi située dans son unité urbaine, à l'est d'Albi.

### Communes limitrophes
Cunac est limitrophe de trois autres communes.
Les communes limitrophes sont  Albi, Cambon et Saint-Juéry.
|      | Saint-Juéry |  |
| Albi | Cunac       |  |
|      | Cambon      |  |

### Géologie et relief
La superficie de la commune est de 638 hectares ; son altitude varie de 191  à   291 mètres.

### Voies de communication et transports
Accès avec la route départementale D 999.
La commune est desservie par plusieurs lignes de transports publics : la ligne E1 du réseau urbain Albibus la relie au centre-ville d'Albi ; la ligne 708 du réseau régional liO la relie à Albi et à Lacaune.

### Hydrographie
La commune est dans le bassin de la Garonne, au sein du bassin hydrographique Adour-Garonne. Elle est drainée par le ruisseau de Cunac et le ruisseau de la Pontésié et par deux petits cours d'eau, qui constituent un réseau hydrographique de 11 km de longueur totale,.

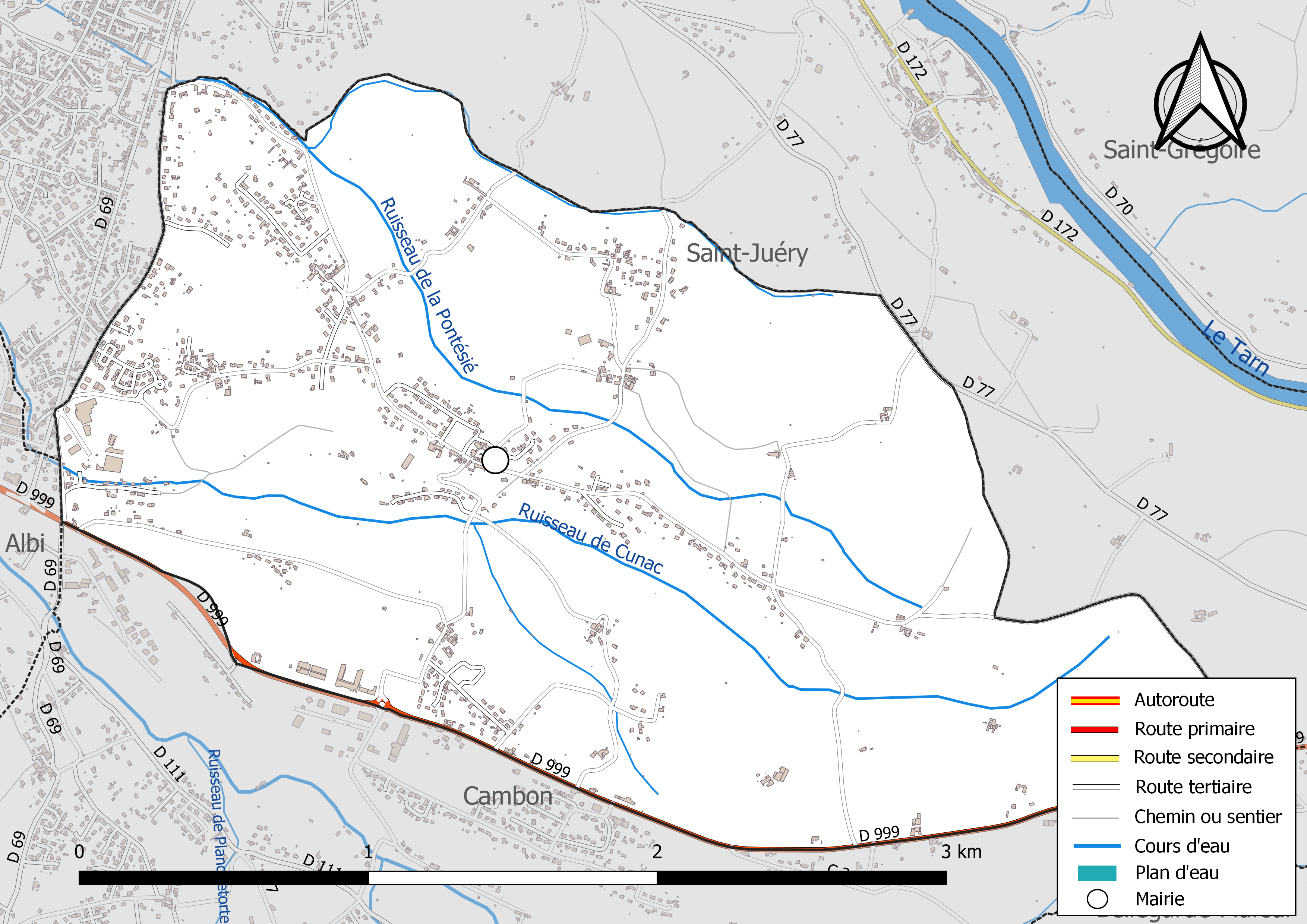
Réseaux hydrographique et routier de Cunac.

### Climat
Pour des articles plus généraux, voir Climat de l'Occitanie et Climat du Tarn.
En 2010, le climat de la commune est de type climat du Bassin du Sud-Ouest, selon une étude du Centre national de la recherche scientifique s'appuyant sur une série de données couvrant la période 1971-2000. En 2020, Météo-France publie une typologie des climats de la France métropolitaine dans laquelle la commune est exposée à un climat océanique altéré et est dans une zone de transition entre les régions climatiques « Aquitaine, Gascogne » et « Sud-est du Massif Central ».
Pour la période 1971-2000, la température annuelle moyenne est de 12,9 °C, avec une amplitude thermique annuelle de 16,1 °C. Le cumul annuel moyen de précipitations est de 829 mm, avec 9,9 jours de précipitations en janvier et 6 jours en juillet. Pour la période 1991-2020, la température moyenne annuelle observée sur la station météorologique de Météo-France la plus proche, « Albi », sur la commune du Sequestre à 10 km à vol d'oiseau, est de 13,8 °C et le cumul annuel moyen de précipitations est de 733,9 mm. 
La température maximale relevée sur cette station est de 42,3 °C, atteinte le 23 août 2023 ; la température minimale est de −20,4 °C, atteinte le 16 janvier 1985,,.
Les paramètres climatiques de la commune ont été estimés pour le milieu du siècle (2041-2070) selon différents scénarios d'émission de gaz à effet de serre à partir des nouvelles projections climatiques de référence DRIAS-2020. Ils sont consultables sur un site dédié publié par Météo-France en novembre 2022.

### Milieux naturels et biodiversité
Aucun espace naturel présentant un intérêt patrimonial n'est recensé sur la commune dans l'inventaire national du patrimoine naturel,,.

## Urbanisme

### Typologie
Au 1er janvier 2024, Cunac est catégorisée ceinture urbaine, selon la nouvelle grille communale de densité à sept niveaux définie par l'Insee en 2022.
Elle appartient à l'unité urbaine d'Albi, une agglomération intra-départementale regroupant neuf  communes, dont elle est une commune de la banlieue,,. Par ailleurs la commune fait partie de l'aire d'attraction d'Albi, dont elle est une commune de la couronne,. Cette aire, qui regroupe 91 communes, est catégorisée dans les aires de 50 000 à moins de 200 000 habitants,.

### Occupation des sols
L'occupation des sols de la commune, telle qu'elle ressort de la base de données européenne d’occupation biophysique des sols Corine Land Cover (CLC), est marquée par l'importance des territoires agricoles (84,5 % en 2018), en diminution par rapport à 1990 (99,4 %). La répartition détaillée en 2018 est la suivante : 
zones agricoles hétérogènes (37,6 %), terres arables (32,8 %), zones urbanisées (15,5 %), prairies (14,1 %). L'évolution de l’occupation des sols de la commune et de ses infrastructures peut être observée sur les différentes représentations cartographiques du territoire : la carte de Cassini (XVIIIe siècle), la carte d'état-major (1820-1866) et les cartes ou photos aériennes de l'IGN pour la période actuelle (1950 à aujourd'hui).

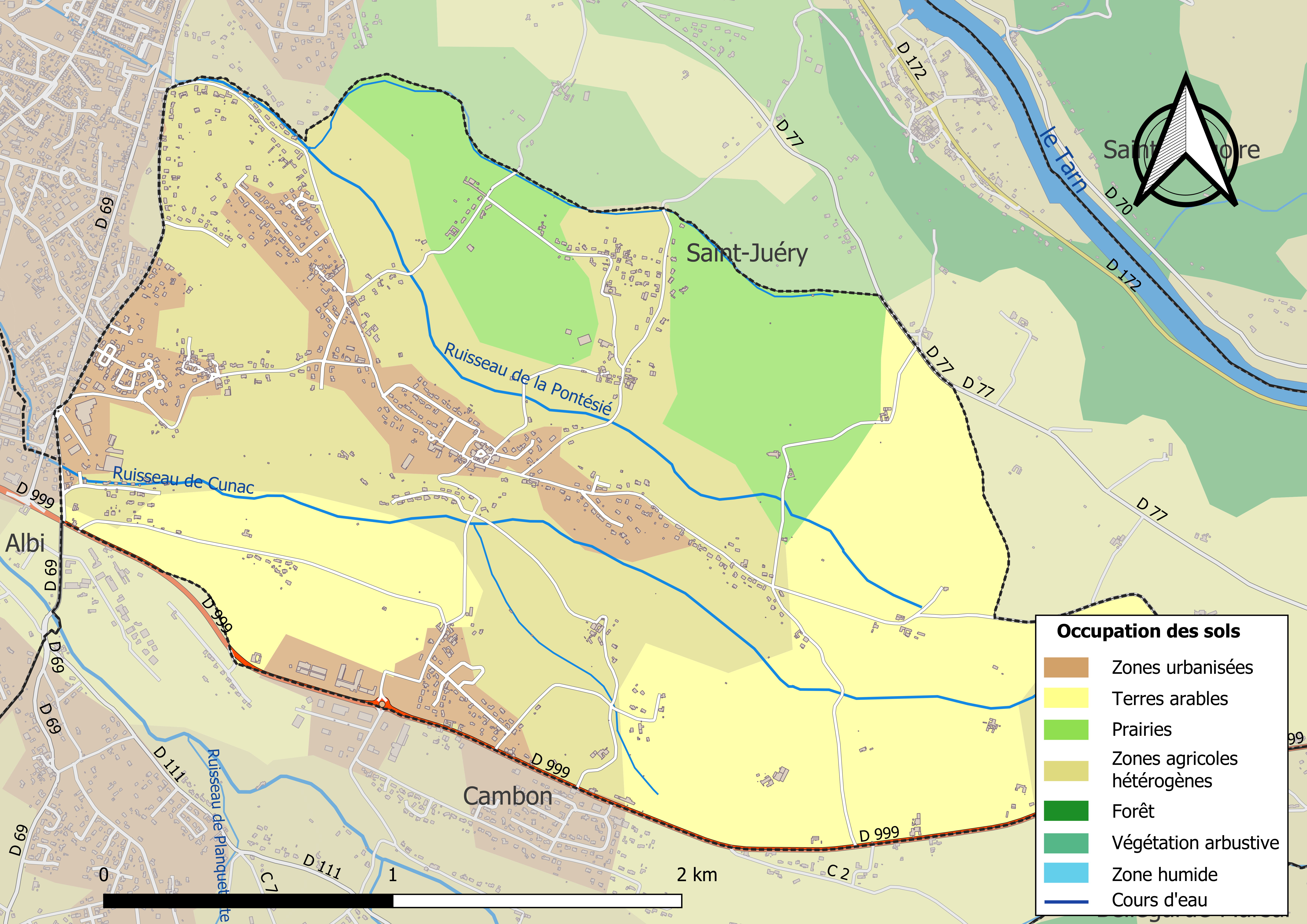
Carte des infrastructures et de l'occupation des sols de la commune en 2018 (CLC).

### Risques majeurs
Le territoire de la commune de Cunac est vulnérable à différents aléas naturels : météorologiques (tempête, orage, neige, grand froid, canicule ou sécheresse), inondations, mouvements de terrains et séisme (sismicité très faible). Il est également exposé à un risque technologique,  le transport de matières dangereuses. Un site publié par le BRGM permet d'évaluer simplement et rapidement les risques d'un bien localisé soit par son adresse soit par le numéro de sa parcelle.

#### Risques naturels
Certaines parties du territoire communal sont susceptibles d’être affectées par le risque d’inondation par débordement de cours d'eau, notamment La cartographie des zones inondables en ex-Midi-Pyrénées réalisée dans le cadre du XIe Contrat de plan État-région, visant à informer les citoyens et les décideurs sur le risque d’inondation, est accessible sur le site de la DREAL Occitanie. La commune a été reconnue en état de catastrophe naturelle au titre des dommages causés par les inondations et coulées de boue survenues en 1982, 1992 et 1994,.
Cunac est exposée au risque de feu de forêt. En 2022, il n'existe pas de Plan de Prévention des Risques incendie de forêt (PPRif). Le débroussaillement aux abords des maisons constitue l’une des meilleures protections pour les particuliers contre le feu,.

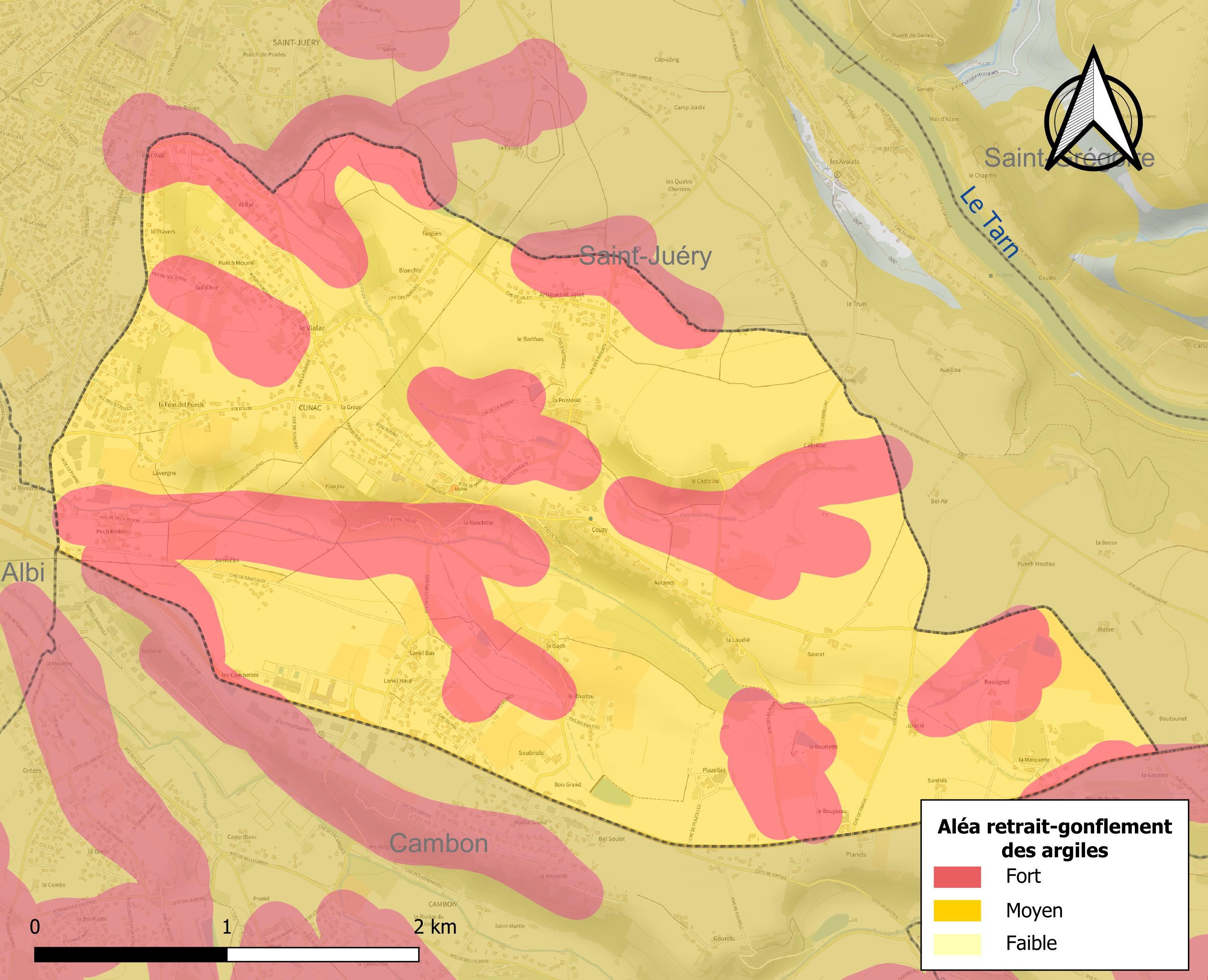
Carte des zones d'aléa retrait-gonflement des sols argileux de Cunac.

La commune est vulnérable au risque de mouvements de terrains constitué principalement du retrait-gonflement des sols argileux. Cet aléa est susceptible d'engendrer des dommages importants aux bâtiments en cas d’alternance de périodes de sécheresse et de pluie. La totalité de la commune est en aléa moyen ou fort (76,3 % au niveau départemental et 48,5 % au niveau national). Sur les 645 bâtiments dénombrés sur la commune en 2019, 645 sont en aléa moyen ou fort, soit 100 %, à comparer aux 90 % au niveau départemental et 54 % au niveau national. Une cartographie de l'exposition du territoire national au retrait gonflement des sols argileux est disponible sur le site du BRGM,.
Par ailleurs, afin de mieux appréhender le risque d’affaissement de terrain, l'inventaire national des cavités souterraines permet de localiser celles situées sur la commune.

#### Risques technologiques
Le risque de transport de matières dangereuses sur la commune est lié à sa traversée par des infrastructures routières ou ferroviaires importantes ou la présence d'une canalisation de transport d'hydrocarbures. Un accident se produisant sur de telles infrastructures est susceptible d’avoir des effets graves sur les biens, les personnes ou l'environnement, selon la nature du matériau transporté. Des dispositions d’urbanisme peuvent être préconisées en conséquence.

## Histoire

### Les Templiers et les Hospitaliers
Lanel, ancienne maison du Temple devenue un membre de la commanderie de Rayssac après avoir été dévolue à l'ordre de Saint-Jean de Jérusalem,.

## Politique et administration

### Administration municipale
Le nombre d'habitants au recensement de 2011 étant compris entre 1 500 habitants et 2 499 habitants, le nombre de membres du conseil municipal pour l'élection de 2014 est de dix neuf,.

### Rattachements administratifs et électoraux
La commune faisait partie de l'arrondissement d'Albi, de la communauté d'agglomération de l'Albigeois et du canton de Saint-Juéry (avant le redécoupage départemental de 2014, Peyssies faisait partie de l'ex-canton de Villefranche-d'Albigeois).

### Liste des maires
| Période                                  | Période   | Identité                  | Étiquette | Qualité |
| ---------------------------------------- | --------- | ------------------------- | --------- | ------- |
| mars 2008                                | mars 2014 | Jean-Claude De Lapanouse  | PS        |         |
| mars 2014                                | mai 2020  | Delphine Deshaies-Galinié |           |         |
| mai 2020                                 | En cours  | Marc Venzal               |           |         |
| Les données manquantes sont à compléter. |           |                           |           |         |

## Population et société

### Démographie
| 1836 | 1841 | 1846 | 1851 | 1856 | 1861 | 1866 | 1872 | 1876 |
| ---- | ---- | ---- | ---- | ---- | ---- | ---- | ---- | ---- |
| 576  | 534  | 545  | 521  | 506  | 514  | 515  | 443  | 475  |

| 1881 | 1886 | 1891 | 1896 | 1901 | 1906 | 1911 | 1921 | 1926 |
| ---- | ---- | ---- | ---- | ---- | ---- | ---- | ---- | ---- |
| 443  | 414  | 405  | 405  | 431  | 433  | 411  | 387  | 435  |

| 1931 | 1936 | 1946 | 1954 | 1962 | 1968 | 1975 | 1982 | 1990 |
| ---- | ---- | ---- | ---- | ---- | ---- | ---- | ---- | ---- |
| 456  | 436  | 452  | 465  | 489  | 586  | 695  | 895  | 994  |

| 1999  | 2006  | 2011  | 2016  | 2021  | 2022  | - | - | - |
| ----- | ----- | ----- | ----- | ----- | ----- | - | - | - |
| 1 146 | 1 302 | 1 533 | 1 551 | 1 618 | 1 622 | - | - | - |

| selon la population municipale des années : | 1968 | 1975 | 1982 | 1990 | 1999 | 2006 | 2009 | 2013 |
| Rang de la commune dans le département      | 100  | 74   | 61   | 57   | 53   | 52   | 48   | 46   |
| Nombre de communes du département           | 326  | 324  | 324  | 324  | 324  | 323  | 323  | 323  |

### Enseignement
Cunac fait partie de l'académie de Toulouse.
L'éducation est assurée sur la commune par un groupe scolaire maternelle et primaire.

### Culture et festivité
Danse, loisirs créatifs,

### Activités sportives
Rugby à XV, basket-ball, pétanque, yoga, gymnastique, chasse, sentiers de randonnée, aire de jeux, 13e étape du Tour de France 2007,

### Écologie et recyclage
La collecte et le traitement des déchets des ménages et des déchets assimilés ainsi que la protection et la mise en valeur de l'environnement se font dans le cadre de la C2A depuis 2003.

## Économie

### Revenus
En 2018, la commune compte 655 ménages fiscaux, regroupant 1 630 personnes. La médiane du revenu disponible par unité de consommation est de 22 650 € (20 400 € dans le département).

### Emploi
|                | 2008  | 2013  | 2018  |
| -------------- | ----- | ----- | ----- |
| Commune        | 3,1 % | 4,8 % | 5,7 % |
| Département    | 8,2 % | 9,9 % | 10 %  |
| France entière | 8,3 % | 10 %  | 10 %  |

En 2018, la population âgée de 15 à 64 ans s'élève à 961 personnes, parmi lesquelles on compte 76,3 % d'actifs (70,6 % ayant un emploi et 5,7 % de chômeurs) et 23,7 % d'inactifs,. Depuis 2008, le taux de chômage communal (au sens du recensement) des 15-64 ans est inférieur à celui de la France et du département.
La commune fait partie de la couronne de l'aire d'attraction d'Albi, du fait qu'au moins 15 % des actifs travaillent dans le pôle,. Elle compte 287 emplois en 2018, contre 325 en 2013 et 242 en 2008. Le nombre d'actifs ayant un emploi résidant dans la commune est de 683, soit un indicateur de concentration d'emploi de 42,1 % et un taux d'activité parmi les 15 ans ou plus de 57,6 %.
Sur ces 683 actifs de 15 ans ou plus ayant un emploi, 84 travaillent dans la commune, soit 12 % des habitants. Pour se rendre au travail, 93,4 % des habitants utilisent un véhicule personnel ou de fonction à quatre roues, 1 % les transports en commun, 3,1 % s'y rendent en deux-roues, à vélo ou à pied et 2,5 % n'ont pas besoin de transport (travail au domicile).

### Activités hors agriculture

#### Secteurs d'activités
76 établissements sont implantés  à Cunac au 31 décembre 2019. Le tableau ci-dessous en détaille le nombre par secteur d'activité et compare les ratios avec ceux du département,.
| Secteur d'activité                                                                                        | Commune | Commune | Département |
| Secteur d'activité                                                                                        | Nombre  | %       | %           |
| --- | ------- | ------- | ----------- |
| Ensemble                                                                                                  | 76      | 100 %   | (100 %)     |
| Industrie manufacturière, industries extractives et autres                                                | 8       | 10,5 %  | (13 %)      |
| Construction                                                                                              | 11      | 14,5 %  | (12,5 %)    |
| Commerce de gros et de détail, transports, hébergement et restauration                                    | 19      | 25 %    | (26,7 %)    |
| Information et communication                                                                              | 3       | 3,9 %   | (2,1 %)     |
| Activités financières et d'assurance                                                                      | 1       | 1,3 %   | (3,3 %)     |
| Activités immobilières                                                                                    | 3       | 3,9 %   | (4,2 %)     |
| Activités spécialisées, scientifiques et techniques et activités de services administratifs et de soutien | 8       | 10,5 %  | (13,8 %)    |
| Administration publique, enseignement, santé humaine et action sociale                                    | 17      | 22,4 %  | (15,5 %)    |
| Autres activités de services                                                                              | 6       | 7,9 %   | (9 %)       |

Le secteur du commerce de gros et de détail, des transports, de l'hébergement et de la restauration est prépondérant sur la commune puisqu'il représente 25 % du nombre total d'établissements de la commune (19 sur les 76 entreprises implantées  à Cunac), contre 26,7 % au niveau départemental.

#### Entreprises et commerces
Les trois entreprises ayant leur siège social sur le territoire communal qui génèrent le plus de chiffre d'affaires en 2020 sont : 
- Exonex Group, conseil pour les affaires et autres conseils de gestion (117 k€) ;
- Infoprox, conseil en systèmes et logiciels informatiques (92 k€) ;
- Op Et Compagnie, activités spécialisées de design (84 k€).

### Agriculture
La commune est dans la « plaine de l'Albigeois et du Castrais », une petite région agricole occupant le centre du département du Tarn. En 2020, l'orientation technico-économique de l'agriculture  sur la commune est la polyculture et/ou le polyélevage. 
|               | 1988 | 2000 | 2010 | 2020 |
| ------------- | ---- | ---- | ---- | ---- |
| Exploitations | 41   | 30   | 21   | 12   |
| SAU (ha)      | 547  | 510  | 346  | 348  |

Le nombre d'exploitations agricoles en activité et ayant leur siège dans la commune est passé de 41 lors du recensement agricole de 1988  à 30 en 2000 puis à 21 en 2010 et enfin à 12 en 2020, soit une baisse de 71 % en 32 ans. Le même mouvement est observé à l'échelle du département qui a perdu pendant cette période 58 % de ses exploitations,. La surface agricole utilisée sur la commune a également diminué, passant de 547 ha en 1988 à 348 ha en 2020. Parallèlement la surface agricole utilisée moyenne par exploitation a augmenté, passant de 13 à 29 ha.

## Culture locale et patrimoine

### Lieux et monuments
- Église Saint-Jacques de Cunac, de style néogothique.